# Őslénytani és összehasonlító anatómiai múzeum
Az Őslénytani és összehasonlító anatómiai múzeum (Galerie de Paléontologie et d'Anatomie comparée) a Francia Nemzeti Természettudományi Múzeum párizsi kiállítása.

## A gyűjtemény
A galériát 1898-ban alapították, hogy a különböző őslénytani és természettudományos gyűjteményekben található fosszíliákat és csontvázakat egy helyen állíthassák ki. A múzeum két különálló galériából áll. Az őslénytani galéria a történelem előtti növények és állatok maradványait állítja ki, míg a másik tárlat, az összehasonlító anatómiai galéria több mint ezer állat csontvázán, tartósított szervein keresztül mutatja be az élőlények felépítésében rejlő különbözőségeket és hasonlóságokat.
A gyűjteménynek helyet adó épület a Jardin des plantesban, Párizs nagy botanikus kertjében áll. A kiállítóterület nagyjából nyolcvan méter hosszú. Az épületet 1900-ban építették a világkiállításra. A földszinten működik az anatómiai gyűjtemény, az emeleten az őslénytani kollekció. Előbbiben látható sok más állat csontváza mellett XV. Lajos francia király elefántjának csontváza; az állat a francia forradalom idején pusztult el. A gyűjtemény több állata a párizsi állatkert lakója volt korábban. 
Az őslénytani gyűjtemény kronológiai rendben mutatja be az egymást követő földtörténeti korszakokból megmaradt élőlénymaradványokat. Mások mellett láthatók komplett dinoszaurusz- és mamutcsontvázak. A gyűjteményben található diplodocus-, sarcosuchus-, óriáskrokodil-, iguanodon-, triceratops- és dunkleosteus-csontváz is.

## Maradványok

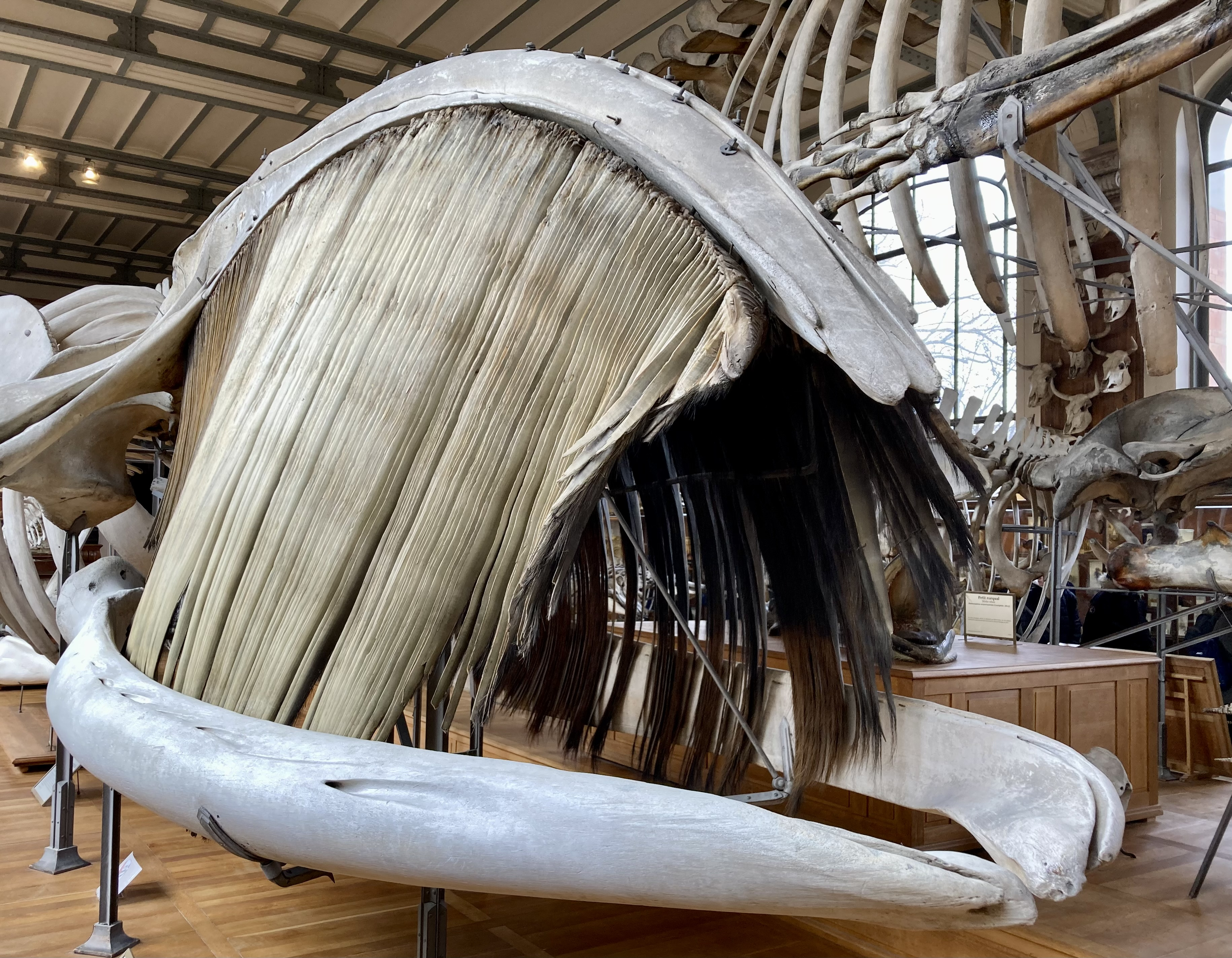
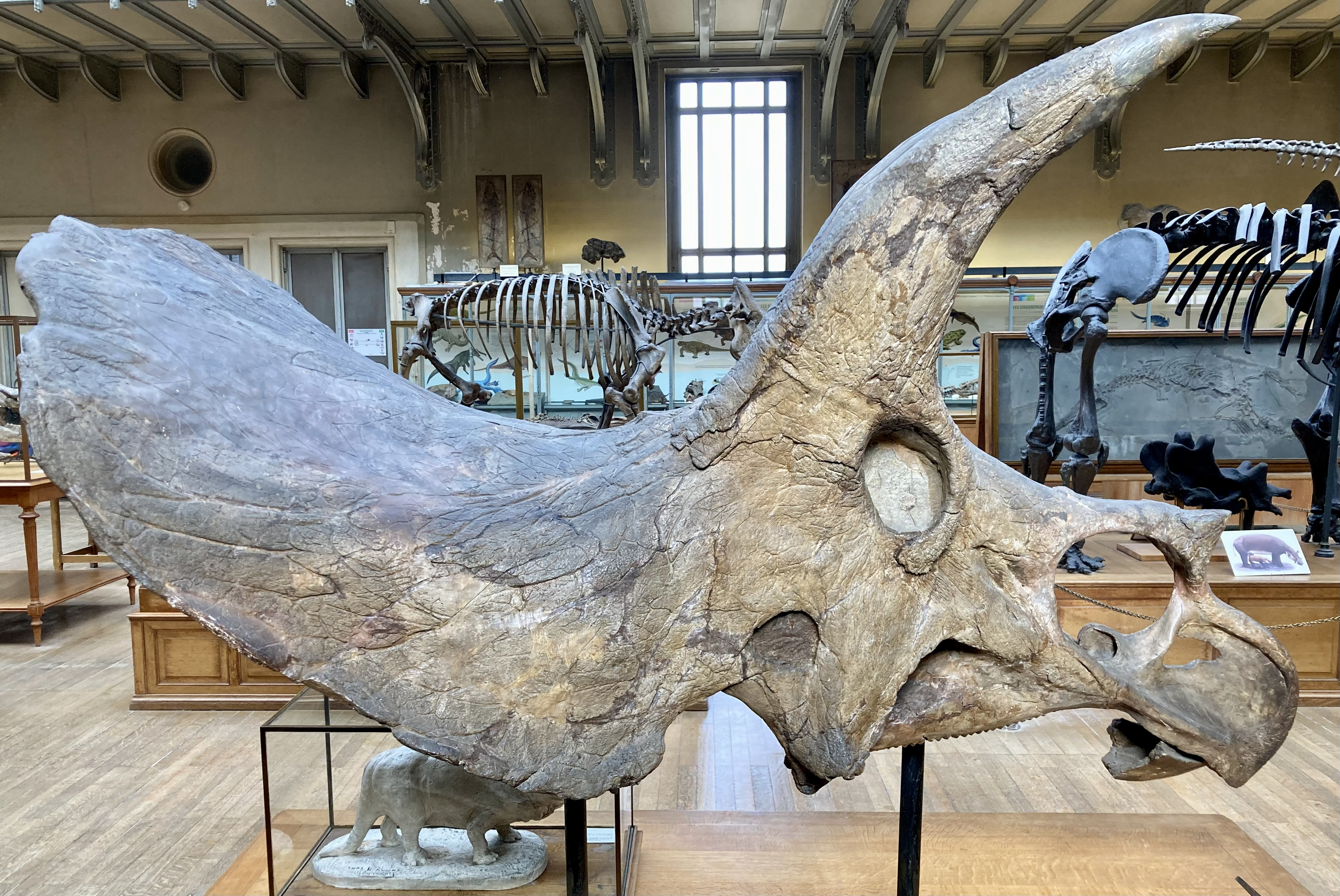
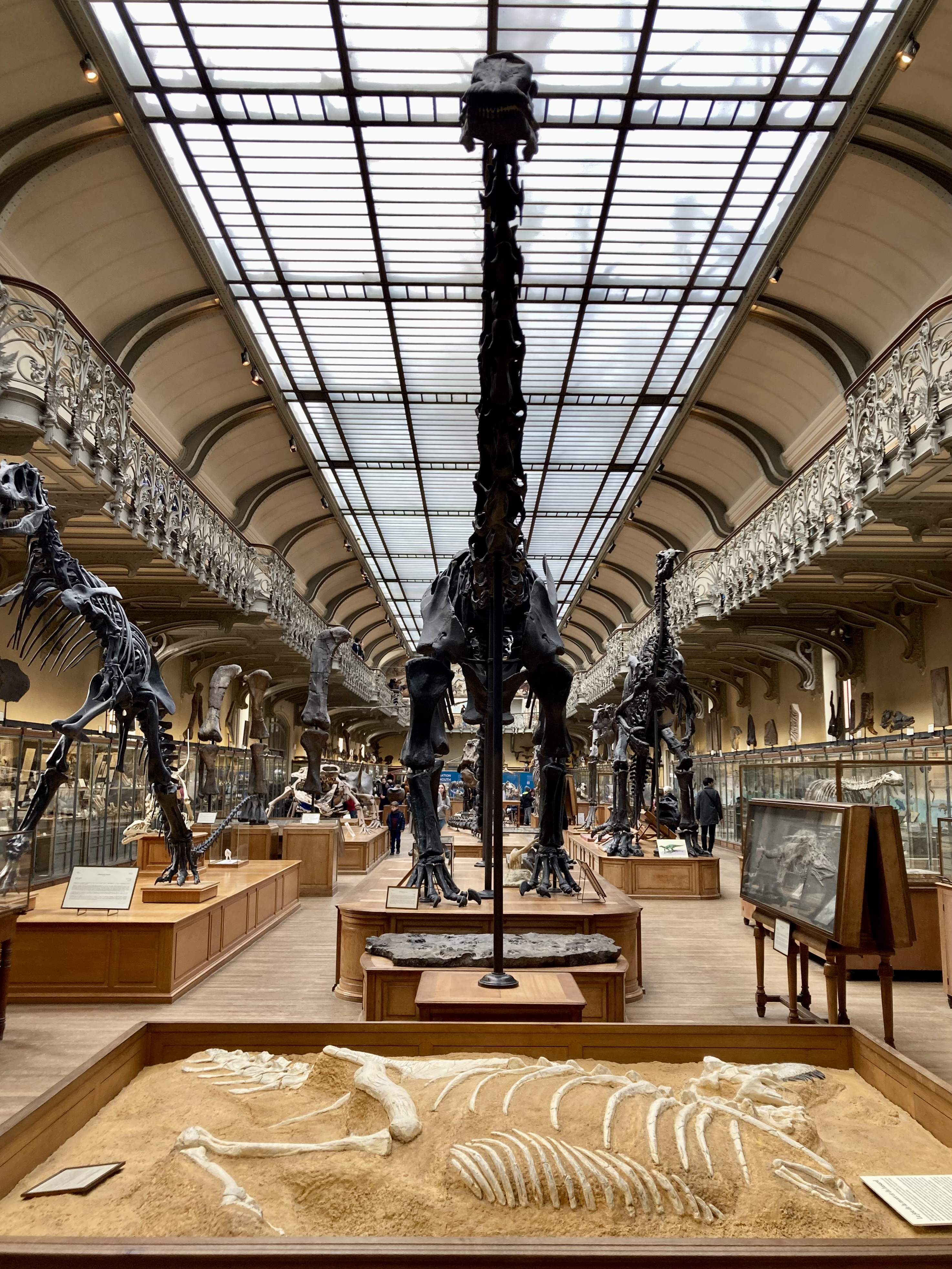
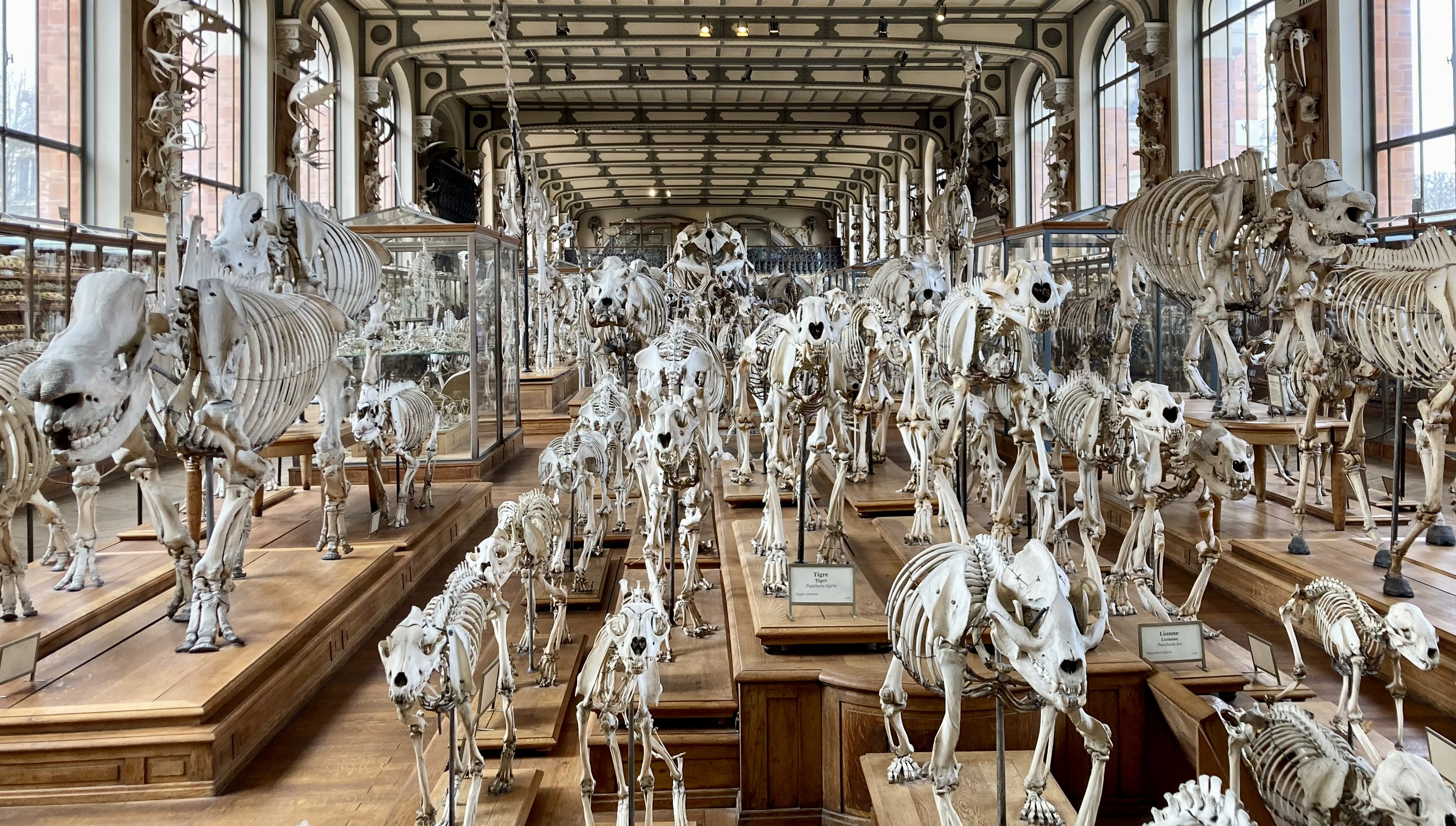